# Nicola Spirig
Nicola Spirig (Bülach, 7 febbraio 1982) è una triatleta svizzera.

## Carriera
Nel 2001 è stata campionessa del mondo di triathlon nella categoria junior, mentre nel 2009 e nel 2010 ha vinto i campionati europei di triathlon. Nel 2010 si è classificata al 2º posto assoluto nella serie di gare valide per i campionati del mondo di triathlon.
Nel 2012, alle Olimpiadi di Londra, ha vinto la medaglia d'oro nella gara di triathlon femminile, laureandosi campionessa olimpica di triathlon. Sempre nel 2012 ha vinto il Credit Suisse Sport Awards, che incorona la sportiva svizzera dell'anno. Nel 2016, alle Olimpiadi di Rio de Janeiro, si è aggiudicata l'argento nella prova femminile di triathlon, alle spalle della statunitense Gwen Jorgensen.

## Altri progetti

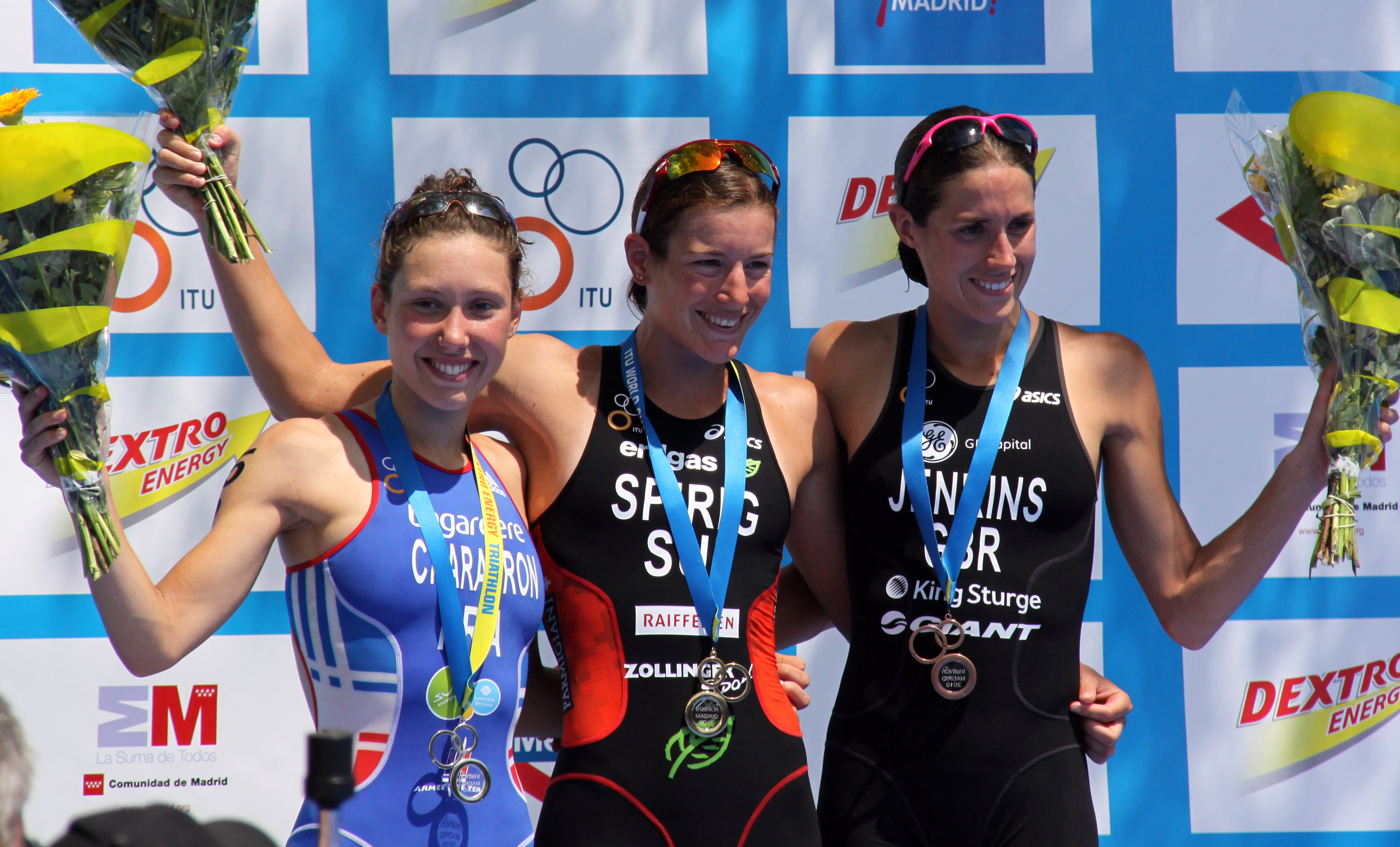
Spirig con Charayron e Jenkins sul podio a Madrid nel 2010.

## Palmarès
- Giochi olimpici

Londra 2012: oro nella prova femminile.
Rio de Janeiro 2016: argento nella prova femminile.
- Giochi europei

Baku 2015: oro nella prova femminile.
- Mondiali

Montreal 1999: argento nella prova junior.
Perth 2000: bronzo nella categoria junior.
Edmonton 2001: oro nella categoria junior.
Cancun 2002: bronzo nella categoria under-23.
Gamagōri 2005: bronzo nella categoria under-23.
Budapest 2010: argento nella categoria élite.
- Europei

Funchal 1999: oro nella categoria junior.
Karlovy Vary 2001: argento nella categoria junior.
Copenaghen 2007: bronzo nella categoria élite.
Holten 2009: oro nella categoria élite.
Athlone 2010: oro nella categoria élite.
Eilat 2012: oro nella categoria élite.
Glasgow 2018: oro nella categoria élite.